# Léh
Léh ist eine ungarische Gemeinde im Kreis Szikszó im Komitat Borsod-Abaúj-Zemplén.

## Geografische Lage
Léh liegt in Nordungarn, gut 25 Kilometer nordöstlich des Komitatssitzes Miskolc, an dem kleinen Fluss Vasonca. Nachbargemeinden sind Kázsmárk und Rásonysápberencs. Die nächste Stadt Szikszó liegt 15 Kilometer südwestlich von Léh.

## Sehenswürdigkeiten
- Römisch-katholische Kirche Jézus Szíve, erbaut 1823–1826
- Schloss Hegyi (Hegyi-kastély)

## Verkehr
Durch Léh verläuft die Landstraße Nr. 2624. Der nächstgelegene Bahnhof befindet sich fünf Kilometer südlich in Halmaj.